# Belarus herrjuniorlandslag i ishockey
Belarus herrjuniorlandslag i ishockey representerar Belarus i ishockey för herrjuniorer. Laget spelade sin första landskamp den 10 november 1992 i Minsk, i samband med kvalspelet till juniorvärldsmästerskapets C-grupp, och förlorade då med 0-4 mot Kazakstan.
I samband med Rysslands invasion av Ukraina i februari 2022 beslutade sig International Ice Hockey Federation för att stänga av Belarus och Ryssland från allt internationellt spel.

### Fotnoter
1. ↑  ”Championnat du monde 1993 des moins de 20 ans”. Hockeyarvhives. 1990-1991. http://www.passionhockey.com/hockeyarchives/U-20_1993.htm. Läst 16 december 2013.
2. ↑  Simon Norberg (28 februari 2022). ”Ryssland och Belarus stängs av från allt internationellt spel” (på svenska). SVT Sport. https://www.svt.se/sport/ishockey/klart-ryssland-och-belarus-stangs-av-fran-allt-internationellt-spel. Läst 2 december 2022.